# Catedral metropolitana de San Juan Evangelista (Naga)
La Catedral Metropolitana de San Juan Evangelista de Naga o la Catedral de Naga es una importante catedral católica de rito latino ubicada en la ciudad de Naga, Camarines Sur, en Filipinas que se erigió cuando la Diócesis de Nueva Cáceres fue creada por una Bula Papal del 14 de agosto de 1595. El actual rector es el Reverendo Monseñor Noe Badiola, nombrado en 2011.
La catedral fue destruida por un incendio en 1768. La construcción de la actual catedral de estilo románico-español comenzó con el obispo Bernardo de la Concepción, en 1808.